# Русские в Болгарии
Русские составляют четвёртую по величине этническую группу в Болгарии, насчитывающую 31 679 человек в 2019 году и в основном проживающую в крупных городах, таких как София, Пловдив, Варна и Бургас. Хотя самая большая волна русских поселенцев (белогвардейцев) прибыла после событий, связанных с Октябрьской революцией и Гражданской войной в России, компактные группы русских жили в Болгарии на протяжении столетий до этого.

## История
Среди первых русских поселенцев были старообрядческие казаки-некрасовцы, некоторые из которых основали деревню Татарица  в существовавшей тогда османской Южной Добрудже (ныне часть деревни Айдемир в провинции Силистра) в 1674 году, построив церковь в 1750 году. Ещё одна населённая русскими деревня на северо-востоке Болгарии — Казашко в Варненской области, где потомки кубанских и донских казаков живут с 1905 года. Члены этих старообрядческих общин известны как липоване (липованцы) и принадлежат к группе, также населяющей Румынию и Украину. Их основное занятие — рыбная ловля (на Дунае для липован в Татарице и на Варненском озере для жителей Казашко).
После Русско-турецкой войны 1877—1878 годов, которая в основном велась на территории современной Болгарии, и освобождения Болгарии, к которому она привела в 1878 году, была создана временная российская администрация во главе с князем Александром Михайловичем Дондуковым-Корсаковым.
Во время Первой мировой войны в Болгарии находилось несколько тысяч русских военнопленных. После войны некоторые из них не стали возвращаться в Россию и остались в Болгарии. После поражения в Гражданской войне многие белогвардейцы бежали в Болгарию (тогда монархию) в поисках убежища. Первоначально их насчитывалось около 24 тысяч, но около 4 тысяч из них получили амнистию и вернулись в Советский Союз, а многие другие были высланы при Александре Стамболийском. После Второй мировой войны, когда Болгария стала частью Восточного блока, в страну эмигрировало значительное число русских. В Болгарии работали такие деятели культуры как Пётр Зененко, Филипп Киркоров, и его отец Бедрос. Сегодня иностранные (в том числе российские) бизнесмены, проживающие в Болгарии, имеют право на получение болгарского паспорта при определённых условиях (таких как инвестирование более 250 000 долларов США или ведение бизнеса «с чистого листа»).

## Институты поддержки
В результате плотных контактов России и Болгарии в XIX–XX веках, сложилась сильная школа болгарской русистики. Русский язык изучается в детских садах, школах и вузах Болгарии, в том числе как специальность.
В Болгарии действует ряд русских организаций, таких как Союз соотечественников, Общество русских граждан и Союз русских белогвардейцев и их потомков в Болгарии. Существуют и российские организации в помощь русскоговорящим и всем интересующимся русской культурой. Центральное из таких учреждений – Российский культурно-информационный центр в Софии (РКИЦ), являющийся представительством Россотрудничества, открыт в 1975 году. Также в разных городах ведут деятельность несколько русских центров, учрежденных фондом «Русский мир», издаются газеты и журналы на русском языке, работают магазины российских товаров, действуют сайт «Русскоговорящая Болгария» и форумы для русскоязычных жителей страны.
- Церковь Святителя Николая Чудотворца в Софии
- Храм-памятник Рождества Христова (1885—1902)